# Paulo Cupertino
Paulo Cupertino Matias (São Paulo, 24 de agosto de 1970) é um criminoso brasileiro conhecido pelo assassinato do ator Rafael Miguel e dos pais deste, ocorrido em 9 de junho de 2019, na capital paulista. Cupertino ficou foragido por quase três anos até ser capturado em maio de 2022.

## Crime
Em 9 de junho de 2019, Paulo Cupertino foi até a casa da família Miguel, supostamente para conversar sobre o relacionamento de sua filha, Isabela Tibcherani, com o ator Rafael Miguel. Ao chegar no local, ele teria disparado múltiplos tiros contra Rafael e seus pais, João Alcisio e Miriam Selma, matando os três. Segundo investigações, Cupertino não aceitava o namoro da filha com Rafael.

## Fuga
Logo após o crime, Cupertino fugiu e passou a ser procurado pela Polícia Civil de São Paulo e incluído na lista dos criminosos mais procurados do Brasil. Durante sua fuga, ele teria usado documentos falsos e se escondido em vários estados, incluindo o Mato Grosso do Sul e o Paraná.
Reportagens indicaram que ele chegou a usar o nome falso "Manoel Machado da Silva". A Interpol também foi acionada e um alerta vermelho foi emitido para capturá-lo internacionalmente.

## Prisão
Em 16 de maio de 2022, Paulo Cupertino foi preso na região central de São Paulo. A prisão foi resultado de uma ação coordenada entre forças de inteligência da polícia. Após sua captura, ele foi encaminhado ao CDP de Pinheiros, na zona oeste da capital, onde aguardava o julgamento.
Em 7 de agosto de 2025, a direção do Centro de Detenção Provisória (CDP) 2 de Guarulhos negou o pedido da defesa de Cupertino para mudar para a Penitenciária de Tremembé sob a alegação de que é mais segura para seu cliente.

## Julgamento
O julgamento, ocorrido entre 29 e 30 de maio no Fórum da Barra Funda, em São Paulo, terminou com a condenação de 98 anos do mesmo em 2025. Ele foi denunciado pelo Ministério Público de São Paulo por triplo homicídio qualificado, com qualificadoras como motivo torpe e impossibilidade de defesa das vítimas.

## Repercussão
O caso teve grande repercussão nacional, principalmente pelo fato de Rafael Miguel ser conhecido por sua participação em novelas, como Chiquititas. A comoção pública foi intensificada pela brutalidade do crime e pela longa duração da fuga de Cupertino.